# Laura Swaan Wrede
Laura Maria Swaan Wrede, född 16 augusti 1964, är en svensk militär. Sedan den 30 september 2022 är hon generalmajor och rikshemvärnschef.

## Biografi
Laura Swaan Wrede gjorde sin värnplikt vid Norrlands luftvärnsbataljon och inledde sin karriär som officer 1987. Därefter tjänstgjorde hon vid Livgardet och även i ett antal utlandsinsatser, bland annat som observatör i Mellanöstern. Hon har också tjänstgjort i Libanon och Bosnien.[källa behövs] Hon utnämndes 1993 till kapten och tjänstgjorde i slutet av 1990-talet vid Roslagens luftvärnskår. Åren 2003–2005 genomförde hon Försvarshögskolans chefsprogram.
Efter att ha varit operationsledare vid Högkvarteret var hon chef för Livgardet 2017–2020, den första kvinnan på posten. I april 2020 tillträdde hon som ställföreträdande arméchef, då hon tog över efter brigadgeneral Fredrik Ståhlberg. Swaan Wrede befordrades i samband med tillträdandet till brigadgeneral. Sedan den 30 september 2022 är Laura Swaan Wrede generalmajor och rikshemvärnschef.
Hon var adjutant åt kronprinsessan Victoria 2008–2020.
Laura Swaan Wrede invaldes 2022 som ledamot av Kungliga Krigsvetenskapsakademien. Hennes släkt kommer från Karelen, och hon talar finska.

### Utmärkelser
- Konung Carl XVI Gustafs jubileumsminnestecken II.[källa behövs]
- Kronprinsessan Victorias och Prins Daniels bröllopsminnesmedalj.[källa behövs]
- Hans Majestät Konungens medalj i guld av 8:e storleken i Serafimerordens band[11]
- För nit och redlighet i rikets tjänst.[källa behövs]
- Försvarsmaktens värnpliktsmedalj.[källa behövs]
- Försvarsmaktens medalj för internationella insatser med 3-tal.
- Hemvärnets bronsmedalj.[12]
- Militärhögskolan Karlbergs förtjänstmedalj.
- Livgardets förtjänstmedalj i silver.[13]
- Hjemmeværnets Fortjensttegn (danska Hemvärnets förtjänstmedalj).[13]
- Kommendörstecknet av Finlands Lejons orden.[14]
- Heimevernets fortjenstmedalje (norska Hemvärnets förtjänstmedalj).[15]
- FN-medaljen (UNIFIL).
- FN-medaljen (UNPROFOR).
- FN-medaljen (UNTSO) med 2-tal.